# Пикайкин, Вячеслав Алексеевич
Вячесла́в Алексее́вич Пикайкин (род. 25 декабря 1934, Ленинград) — советский футболист, защитник, полузащитник. Мастер спорта СССР
Воспитанник команды Охтинского химического комбината. В 1956 году выступал за команду ЛВО. Окончил техникум физкультуры. В 1957—1960 был в составе ленинградского «Зенита». В чемпионате СССР дебютировал 26 июня 1958 в матче против «Динамо» Киев (3:1), в 1958—1960 годах всего провёл в чемпионате 18 матчей. В 1961 году выступал за команду ГОМЗ в первенстве ЦС ДСО «Труд» РСФСР.